# Рендолф (округ, Індіана)
Шаблон:StateAbbr_ 40°09′ пн. ш. 85°01′ зх. д. / 40.15° пн. ш. 85.01° зх. д.
Округ Рендолф (англ. Randolph County) — округ (графство) у штаті Індіана, США. Ідентифікатор округу 18135.

## Історія
Округ утворений 1818 року.

## Демографія
За даними перепису
2000 року
загальне населення округу становило 27401 осіб, зокрема міського населення було 9927, а сільського — 17474.
Серед мешканців округу чоловіків було 13436, а жінок — 13965. В окрузі було 10937 домогосподарств, 7798 родин, які мешкали в 11775 будинках.
Середній розмір родини становив 2,95.
Віковий розподіл населення поданий у таблиці:
| Стать    | До 15 років | 15-21 | 22-29 | 30-39 | 40-49 | 50-65 | 65-85 | Понад 85 |
| -------- | ----------- | ----- | ----- | ----- | ----- | ----- | ----- | -------- |
| Чоловіки | 2945        | 1263  | 1285  | 1894  | 2022  | 2252  | 1618  | 157      |
| Жінки    | 2778        | 1171  | 1258  | 1877  | 1982  | 2342  | 2171  | 386      |

## Суміжні округи
- Джей — північ
- Дарк, Огайо — схід
- Вейн — південь
- Генрі — південний захід
- Делавер — захід

## Виноски
1. ↑  U.S. Decennial Census. United States Census Bureau. Процитовано 10 липня 2014.
2. ↑  Historical Census Browser. University of Virginia Library. Архів оригіналу за 11 серпня 2012. Процитовано 10 липня 2014.
3. ↑  Population of Counties by Decennial Census: 1900 to 1990. United States Census Bureau. Процитовано 10 липня 2014.
4. ↑  Census 2000 PHC-T-4. Ranking Tables for Counties: 1990 and 2000 (PDF). United States Census Bureau. Процитовано 10 липня 2014.
5. ↑  Randolph County QuickFacts. Бюро перепису населення США. Архів оригіналу за 7 червня 2011. Процитовано 25 вересня 2011.(англ.) Наведено за англійською вікіпедією.
6. ↑  American FactFinder. Бюро перепису населення США. Архів оригіналу за 26 лютого 2012. Процитовано 31 січня 2008.

| США | Це незавершена стаття з географії США. Ви можете допомогти проєкту, виправивши або дописавши її. |